# Jean Dupin
Jean Dupin (* 1302; † 27. Dezember 1374) war ein französischer Benediktinerabt. Er galt lange als identisch mit dem Verfasser des mittelfranzösischen Werks Livre de Mandevie.

## Leben und Werk
Jean Dupin (auch: du Pin) war ab 1353 Prior von St-Martin-des-Champs und von 1369 bis 1374 Abt von Cluny. Er gilt allgemein (aber unbewiesen) als der Autor des mittelalterlichen Roman (auch: Livre) de Mandevie. Der nach 1340 verfasste Text besteht aus 7 Prosateilen und einem 8. in Versen abgefassten Teil, der den Titel Mélancolies trägt. Der Text ist in 19 Manuskripten überliefert. Das 8. Buch wurde 1965 von Lauri Lindgren herausgegeben.

## Werke (Auswahl)
- Le livre d’amendevie. Le livre de bonne vie, qui est appelé Mandevie. Antoine Neyret, Chambéry 1485.
- Les melancolies de Jean Dupin. Hrsg. Lauri Lindgren. Turku 1965. (Rezension durch Félix Lecoy in: Romania 361, 1970, S. 117–123)